# Bollwiller
Bollwiller es una comuna francesa, situada en el departamento de Alto Rin, en la región  de Alsacia.

## Demografía
| 2536 | 2846 | 3007 | 2951 | 3194 | 3552 |
| Para los censos de 1962 a 1999 la población legal corresponde a la población sin duplicidades (Fuente: INSEE [Consultar]) |      |      |      |      |      |